# Joe Allen
Joseph Michael Allen, född 14 mars 1990, är en walesisk fotbollsspelare (mittfältare) som spelar för Swansea City. Han representerar det walesiska landslaget.

## Karriär
Joe Allen gjorde sin debut för Liverpool i Premier League den 18 augusti 2012. Han spelade från start i en 3-0-förlust mot West Bromwich Albion på The Hawthorns.
Den 8 juli 2022 blev Allen klar för en återkomst i Swansea City, där han skrev på ett tvåårskontrakt. I maj 2024 förlängde Allen sitt kontrakt med ett år.